# Дель Буоно, Федерика
Федерика Дель Буоно (итал. Federica Del Buono; род. 12 декабря 1994, Виченца, Италия) — итальянская легкоатлетка, специализирующаяся в беге на средние дистанции. Бронзовый призёр чемпионата Европы в помещении (2015) в беге на 1500 метров. Чемпионка Италии (2014).

## Биография
Родилась в семье легкоатлетов. Мать и тренер Федерики — Розелла Грамола, бегунья на средние и длинные дистанции. Отец — Джанни Дель Буоно, многократный чемпион Италии в беге на 800 и 1500 метров, участник Олимпийских игр 1968 и 1972 годов. В детстве параллельно с лёгкой атлетикой Федерика всерьёз увлекалась танцами, и лишь в 17 лет сделала окончательный выбор в пользу бега.
Дебютировала на международной арене в 2012 году, когда не смогла пройти дальше предварительных забегов на юниорском чемпионате мира на дистанции 1500 метров.
Прорыв в результатах случился в 2014 году. В 19 лет она выиграла молодёжные Средиземноморские игры, а затем и чемпионат Италии в беге на 1500 метров. На чемпионате Европы вышла в финал, где установила личный рекорд 4.07,49 и заняла 5-е место.
Зимой 2015 года завоевала бронзовую медаль на чемпионате Европы в помещении, уступив только Сифан Хассан из Нидерландов и Ангелике Цихоцкой из Польши. Большую часть летнего сезона была вынуждена пропустить из-за травмы. Возвращение к соревновательной деятельности состоялось только в декабре, когда на чемпионате Европы по кроссу среди молодёжи она заняла 7-е место в личном зачёте и стала бронзовым призёром в команде.

## Основные результаты
| Год  | Турнир                                    | Место проведения     | Дисциплина     | Место       | Результат |
| ---- | ----------------------------------------- | -------------------- | -------------- | ----------- | --------- |
| 2012 | Чемпионат мира среди юниоров              | Барселона, Испания   | 1500 м         | 27-е (заб.) | 4.28,66   |
| 2012 | Чемпионат Европы по кроссу среди юниоров  | Будапешт, Венгрия    | кросс 4 км     | 40-е        | 14.51     |
| 2013 | Чемпионат Европы по кроссу среди юниоров  | Белград, Сербия      | кросс 4 км     | 25-е        | 14.00     |
| 2014 | Командный чемпионат Европы                | Брауншвейг, Германия | 1500 м         | 4-е         | 4.16,01   |
| 2014 | Чемпионат Европы                          | Цюрих, Швейцария     | 1500 м         | 5-е         | 4.07,49   |
| 2015 | Чемпионат Европы в помещении              | Прага, Чехия         | 1500 м         | 3-е         | 4.11,61   |
| 2015 | Чемпионат Европы по кроссу среди молодёжи | Йер, Франция         | кросс 5,947 км | 7-е         | 20.12     |